# Basford, Nottinghamshire
Basford är en förort till Nottingham, i distriktet Nottingham, i grevskapet Nottinghamshire i England.
Stadsdelen hade 16 368 invånare år 2021. Basford var en civil parish fram till 1899 när blev den en del av Nottingham. Civil parish hade 22 781 invånare år 1891.
Basford har tidigare främst varit känd för textilindustrier, bland annat trikåtillverkning.
Byn nämndes i Domedagsboken (Domesday Book) år 1086, och kallades då Baseford.